# Крепалдо (Венеција)
Крепалдо (итал. Crepaldo) је насеље у Италији у округу Венеција, региону Венето.
Према процени из 2011. у насељу је живело 2455 становника. Насеље се налази на надморској висини од -1 м.